# Fiorella Bonicelli
Fiorella Bonicelli (née le 21 décembre 1951) est une joueuse de tennis uruguayenne, professionnelle du début des années 1970 à 1986. De 1980 à 1984, elle s'aligne sous son nom de femme mariée, Fiorella Duxin.
À Roland-Garros, elle a notamment remporté le double mixte en 1975 (aux côtés de Thomaz Koch) et le double dames en 1976 (aux côtés de Gail Sheriff Lovera).

## Palmarès

### Titres en simple dames
| No | Date       | Nom et lieu du tournoi                    | Catégorie | Surface      | Finaliste       | Score          |          |
| -- | ---------- | ----------------------------------------- | --------- | ------------ | --------------- | -------------- | -------- |
| 1  | 20-07-1970 | Trophée Raquette d'Or, Aix-en-Provence    |           | Terre (ext.) | Odile de Roubin | 11-9, 4-6, 6-1 | Parcours |
| 2  | 15-07-1971 | Trophée Raquette d'Or, Aix-en-Provence    |           | Terre (ext.) | Odile de Roubin | 6-2, 5-7, 8-6  | Parcours |
| 3  | 20-08-1973 | Eastern Grass Court Championships, Orange |           | Gazon (ext.) | Lesley Bowrey   | 6-4, 7-5       | Parcours |

### Finales en simple dames
| No | Date       | Nom et lieu du tournoi                     | Catégorie | Surface      | Vainqueure     | Score    |          |
| -- | ---------- | ------------------------------------------ | --------- | ------------ | -------------- | -------- | -------- |
| 1  | 27-11-1972 | South American Championships, Buenos Aires |           | Terre (ext.) | Virginia Wade  | 6-4, 6-1 | Parcours |
| 2  | 12-04-1976 | Monte Carlo Open, Monte-Carlo              |           | Terre (ext.) | Helga Masthoff | 6-4, 6-2 |          |

### Titres en double dames
| No | Date       | Nom et lieu du tournoi                  | Catégorie | Dotation  | Surface      | Partenaire             | Finalistes                              | Score         |          |
| -- | ---------- | --------------------------------------- | --------- | --------- | ------------ | ---------------------- | --------------------------------------- | ------------- | -------- |
| 1  | 20-07-1970 | Trophée Raquette d'Or Aix-en-Provence   |           | NC        | Terre (ext.) | Michelle Rodríguez     | Johanne Venturino Jacqueline Rees-Lewis | 6-1, 6-1      | Parcours |
| 2  | 10-07-1972 | Swiss Open Championships Gstaad         |           | NC        | Terre (ext.) | María-Isabel Fernández | Julie Heldman Pam Teeguarden            | 6-3, 6-3      | Parcours |
| 3  | 05-08-1975 | US Clay Court Championship Indianapolis |           | 100 000 $ | Terre (ext.) | María-Isabel Fernández | Gail Sherriff Julie Heldman             | 3-6, 7-5, 6-3 | Parcours |
| 4  | 31-05-1976 | Roland-Garros Paris                     | G. Chelem | NC        | Terre (ext.) | Gail Lovera            | Kathleen Harter Helga Masthoff          | 6-4, 1-6, 6-3 | Parcours |

### Finales en double dames
| No | Date       | Nom et lieu du tournoi                   | Catégorie | Surface      | Vainqueures                   | Partenaire             | Score    |          |
| -- | ---------- | ---------------------------------------- | --------- | ------------ | ----------------------------- | ---------------------- | -------- | -------- |
| 1  | 13-08-1973 | US Clay Court Championships Indianapolis | USTA Tour | Terre (ext.) | Patti Hogan Sharon Walsh      | María-Isabel Fernández | 6-4, 6-4 | Parcours |
| 2  | 08-07-1974 | Swedish Open Championships Båstad        |           | Terre (ext.) | Sue Barker Glynis Coles       | Anna-Maria Nasuelli    | 6-2, 6-0 | Parcours |
| 3  | 07-07-1975 | Swedish Open Championships Båstad        |           | Terre (ext.) | Janet Newberry Pam Teeguarden | Raquel Giscafré        | 6-3, 6-3 | Parcours |
| 4  | 14-07-1975 | Austrian Open Kitzbühel                  |           | Terre (ext.) | Sue Barker Pam Teeguarden     | Raquel Giscafré        | 6-4, 6-3 | Parcours |

### Titre en double mixte
| No | Date       | Nom et lieu du tournoi | Catégorie | Surface      | Partenaire  | Finalistes                  | Score    |          |
| -- | ---------- | ---------------------- | --------- | ------------ | ----------- | --------------------------- | -------- | -------- |
| 1  | 02-06-1975 | Roland-Garros Paris    | G. Chelem | Terre (ext.) | Thomaz Koch | Pam Teeguarden Jaime Fillol | 6-4, 7-6 | Parcours |

## Parcours en Grand Chelem (partiel)

### En simple dames
| Année | Championnat d'Australie Open d'Australie (janvier) | Championnat d'Australie Open d'Australie (janvier) | Internationaux de France | Internationaux de France | Wimbledon       | Wimbledon        | US National US Open | US National US Open | Championnat d'Australie Open d'Australie (décembre) | Championnat d'Australie Open d'Australie (décembre) |
| 1967  | 1er tour (1/32)                                    | Sandra Walsham                                     | -                        | -                        | -               | -                | -                   | -                   | n/a                                                 | n/a                                                 |
| 1968  | -                                                  | -                                                  | 2e tour (1/32)           | Kalogeropoulos           | -               | -                | -                   | -                   | n/a                                                 | n/a                                                 |
| 1969  | -                                                  | -                                                  | -                        | -                        | -               | -                | 2e tour (1/16)      | P. Bartkowicz       | n/a                                                 | n/a                                                 |
| 1970  | -                                                  | -                                                  | 1er tour (1/32)          | Karen Krantzcke          | 2e tour (1/32)  | Billie Jean King | -                   | -                   | n/a                                                 | n/a                                                 |
| 1971  | -                                                  | -                                                  | 1er tour (1/32)          | A. Nasuelli              | 1er tour (1/64) | Zaiga Yanzone    | -                   | -                   | n/a                                                 | n/a                                                 |
| 1972  | -                                                  | -                                                  | 3e tour (1/16)           | Helen Gourlay            | 2e tour (1/32)  | Olga Morozova    | 3e tour (1/8)       | Rosie Casals        | n/a                                                 | n/a                                                 |
| 1973  | -                                                  | -                                                  | 3e tour (1/8)            | Françoise Dürr           | 1er tour (1/64) | Chris Evert      | -                   | -                   | n/a                                                 | n/a                                                 |
| 1974  | -                                                  | -                                                  | -                        | -                        | 3e tour (1/16)  | Kristien Kemmer  | -                   | -                   | n/a                                                 | n/a                                                 |
| 1975  | -                                                  | -                                                  | 3e tour (1/8)            | Kazuko Sawamatsu         | 2e tour (1/32)  | Glynis Coles     | 1er tour (1/32)     | Beth Norton         | n/a                                                 | n/a                                                 |
| 1976  | -                                                  | -                                                  | 2e tour (1/16)           | Regina Maršíková         | 2e tour (1/32)  | Greer Stevens    | 1er tour (1/64)     | Bunny Bruning       | n/a                                                 | n/a                                                 |
| 1977  | -                                                  | -                                                  | 2e tour (1/16)           | Nancy Richey             | 1er tour (1/64) | Helga Masthoff   | 3e tour (1/16)      | Virginia Wade       | -                                                   | -                                                   |
| 1978  | n/a                                                | n/a                                                | 1/4 de finale            | Virginia Ruzici          | 1er tour (1/64) | Françoise Dürr   | -                   | -                   | -                                                   | -                                                   |
| 1984  | n/a                                                | n/a                                                | 2e tour (1/32)           | Jenny Klitch             | -               | -                | -                   | -                   | -                                                   | -                                                   |

À droite du résultat, l’ultime adversaire.

### En double dames
| Année | Open d'Australie (janvier) | Open d'Australie (janvier) | Internationaux de France    | Internationaux de France    | Wimbledon                     | Wimbledon                | US Open                      | US Open                  | Open d'Australie (décembre) | Open d'Australie (décembre) |
| 1970  | -                          | -                          | 2e tour (1/16) S. Petersen  | Helen Gourlay Pat Walkden   | 2e tour (1/16) A. M. Arias    | M. Eisel Julie Heldman   | -                            | -                        | n/a                         | n/a                         |
| 1971  | -                          | -                          | 1/4 de finale M. Fernández  | M. Smith E. Goolagong       | 3e tour (1/8) M. Fernández    | K. Melville Nancy Richey | -                            | -                        | n/a                         | n/a                         |
| 1972  | -                          | -                          | 1/4 de finale M. Fernández  | Helen Gourlay K. Krantzcke  | 1/4 de finale M. Fernández    | Judy Tegart F. Dürr      | 2e tour (1/8) M. Fernández   | Rosie Casals B. J. King  | n/a                         | n/a                         |
| 1973  | -                          | -                          | 1/4 de finale M. Fernández  | M. Smith Virginia Wade      | 1/2 finale M. Fernández       | F. Dürr Betty Stöve      | 1er tour (1/16) M. Fernández | Ann Kiyomura M. Redondo  | n/a                         | n/a                         |
| 1974  | -                          | -                          | -                           | -                           | 1er tour (1/32) Laura Rossouw | K. Fukuoka K. Sawamatsu  | -                            | -                        | n/a                         | n/a                         |
| 1975  | -                          | -                          | 1/4 de finale Mima Jaušovec | Chris Evert Navrátilová     | 2e tour (1/16) Mima Jaušovec  | M. Smith Virginia Wade   | 1er tour (1/16) M. Fernández | L. Charles Sue Mappin    | n/a                         | n/a                         |
| 1976  | -                          | -                          | Victoire Gail Sherriff      | K. Harter H. Masthoff       | 1er tour (1/32) A. Nasuelli   | L. Charles Sue Mappin    | 2e tour (1/16) M. Fernández  | Laura duPont W. Turnbull | n/a                         | n/a                         |
| 1977  | -                          | -                          | 1er tour (1/16) A. Nasuelli | Mary Carillo Diane Evers    | 2e tour (1/16) R. Giscafré    | Ann Haydon Winnie Shaw   | 2e tour (1/16) Mary Hamm     | F. Dürr Virginia Wade    | -                           | -                           |
| 1978  | n/a                        | n/a                        | 1er tour (1/16) D. Beillan  | Mima Jaušovec V. Ruzici     | -                             | -                        | -                            | -                        | -                           | -                           |
| 1984  | n/a                        | n/a                        | 2e tour (1/16) F. Dürr      | Helena Suková Virginia Wade | -                             | -                        | -                            | -                        | -                           | -                           |

Sous le résultat, la partenaire ; à droite, l’ultime équipe adverse.

### En double mixte
| Année | Open d'Australie (janvier), | Open d'Australie (janvier), | Internationaux de France      | Internationaux de France   | Wimbledon                   | Wimbledon                 | US Open                       | US Open                 | Open d'Australie (décembre), | Open d'Australie (décembre), |
| 1969  | -                           | -                           | -                             | -                          | -                           | -                         | 1er tour (1/32) Miguel Olvera | Winnie Shaw G. Battrick | n/a                          | n/a                          |
| 1970  | n/a                         | n/a                         | 2e tour (1/16) Jaime Fillol   | Virginia Wade Ion Țiriac   | 2e tour (1/32) J. Loyo Mayo | Pat Walkden K. Diepraam   | -                             | -                       | n/a                          | n/a                          |
| 1971  | n/a                         | n/a                         | 1er tour (1/32) P. Dominguez  | K. Sawamatsu Takeshi Koura | 1/4 de finale Thomaz Koch   | Judy Tegart Frew McMillan | -                             | -                       | n/a                          | n/a                          |
| 1972  | n/a                         | n/a                         | 2e tour (1/8) P. Dominguez    | Lesley Hunt S. Likhachev   | 4e tour (1/8) Iván Molina   | B. J. King C. Graebner    | -                             | -                       | n/a                          | n/a                          |
| 1973  | n/a                         | n/a                         | 1er tour (1/16) Tito Vázquez  | Rosie Darmon Marcello Lara | 2e tour (1/32) Iván Molina  | Chris Evert Jimmy Connors | -                             | -                       | n/a                          | n/a                          |
| 1975  | n/a                         | n/a                         | Victoire Thomaz Koch          | P. Teeguarden Jaime Fillol | -                           | -                         | -                             | -                       | n/a                          | n/a                          |
| 1976  | n/a                         | n/a                         | 1/4 de finale Jairo Velasco   | Ilana Kloss Kim Warwick    | 2e tour (1/16) Ricardo Cano | Kerry Reid Grover Reid    | -                             | -                       | n/a                          | n/a                          |
| 1977  | n/a                         | n/a                         | 2e tour (1/8) Patrice Beust   | R. Giscafré Tito Vázquez   | -                           | -                         | -                             | -                       | n/a                          | n/a                          |
| 1978  | n/a                         | n/a                         | 2e tour (1/8) Ricardo Ycaza   | P. Bostrom William Lloyd   | -                           | -                         | -                             | -                       | n/a                          | n/a                          |
| 1982  | n/a                         | n/a                         | 1er tour (1/16) J. L. Damiani | C. Monteiro Cássio Motta   | -                           | -                         | -                             | -                       | n/a                          | n/a                          |
| 1984  | n/a                         | n/a                         | 1er tour (1/32) P. Rodríguez  | Anne Minter Laurie Warder  | -                           | -                         | -                             | -                       | n/a                          | n/a                          |

Sous le résultat, le partenaire ; à droite, l’ultime équipe adverse.

## Parcours en Coupe de la Fédération
| #                                                                               | Date       | Lieu            | Surface         | Gagnante(s)                             | Perdante(s)                            | Score          |          |
|                                                                                 |            |                 |                 |                                         |                                        |                |          |
| 1972 - 1er tour (groupe mondial) - Uruguay - Mexique - 2 : 1                    |            |                 |                 |                                         |                                        |                |          |
| 1                                                                               | 20/03/1972 | Johannesbourg   | Dur (ext.)      | Fiorella Bonicelli                      | Yola Ramírez                           | 6-4, 6-8, 6-2  | Parcours |
| 1                                                                               | 20/03/1972 | Johannesbourg   | Dur (ext.)      | Fiorella Bonicelli Lucia Sarno          | Yola Ramírez Elena Subirats            | 11-9, 2-6, 8-6 | Parcours |
|                                                                                 |            |                 |                 |                                         |                                        |                |          |
| 1972 - 2e tour (groupe mondial) - Uruguay - États-Unis - 0 : 2                  |            |                 |                 |                                         |                                        |                |          |
| 2                                                                               | 21/03/1972 | Johannesbourg   | Dur (ext.)      | Valerie Ziegenfuss                      | Fiorella Bonicelli                     | 6-1, 6-0       | Parcours |
|                                                                                 |            |                 |                 |                                         |                                        |                |          |
| 1975 - 1er tour (groupe mondial) - Uruguay - Pays-Bas - 1 : 2                   |            |                 |                 |                                         |                                        |                |          |
| 3                                                                               | 05/05/1975 | Aix-en-Provence | Terre (ext.)    | Fiorella Bonicelli                      | Marijke Jansen                         | 6-4, 6-2       | Parcours |
| 3                                                                               | 05/05/1975 | Aix-en-Provence | Terre (ext.)    | Elly Appel Tine Zwaan                   | Fiorella Bonicelli Guarino de Galeazzi | 6-1, 7-5       | Parcours |
|                                                                                 |            |                 |                 |                                         |                                        |                |          |
| 1976 - 2e tour (groupe mondial) - Uruguay - Danemark - 1 : 2                    |            |                 |                 |                                         |                                        |                |          |
| 4                                                                               | 22/08/1976 | Philadelphie    | Moquette (int.) | Fiorella Bonicelli                      | Helle Sparre-Viragh                    | 6-3, 6-3       | Parcours |
| 4                                                                               | 22/08/1976 | Philadelphie    | Moquette (int.) | Anne-Mette Sorensen Helle Sparre-Viragh | Fiorella Bonicelli Guarino de Galeazzi | 6-3, 7-5       | Parcours |
|                                                                                 |            |                 |                 |                                         |                                        |                |          |
| 1977 - 1er tour (groupe mondial) - Pays-Bas - Uruguay - 3 : 0                   |            |                 |                 |                                         |                                        |                |          |
| 5                                                                               | 13/06/1977 | Eastbourne      | Herbe (ext.)    | Betty Stöve                             | Fiorella Bonicelli                     | 6-3, 6-2       | Parcours |
| 5                                                                               | 13/06/1977 | Eastbourne      | Herbe (ext.)    | Betty Stöve Elly Appel                  | Fiorella Bonicelli Guarino de Galeazzi | 6-0, 6-2       | Parcours |
|                                                                                 |            |                 |                 |                                         |                                        |                |          |
| 1986 - 1er tour qualifications (groupe mondial) - Philippines - Uruguay - 1 : 2 |            |                 |                 |                                         |                                        |                |          |
| 6                                                                               | 20/07/1986 | Prague          | Terre (ext.)    | Fiorella Bonicelli                      | Dyan Castillejo                        | 7-64, 6-1      | Parcours |
| 6                                                                               | 20/07/1986 | Prague          | Terre (ext.)    | Dyan Castillejo Jennifer Saberon        | Fiorella Bonicelli Silvana Casaretto   | 6-4, 6-4       | Parcours |
|                                                                                 |            |                 |                 |                                         |                                        |                |          |
| 1986 - 1er tour (groupe mondial) - Argentine - Uruguay - 3 : 0                  |            |                 |                 |                                         |                                        |                |          |
| 7                                                                               | 22/07/1986 | Prague          | Terre (ext.)    | Gabriela Sabatini                       | Fiorella Bonicelli                     | 6-1, 6-1       | Parcours |
| 7                                                                               | 22/07/1986 | Prague          | Terre (ext.)    | Mercedes Paz Gabriela Sabatini          | Fiorella Bonicelli Silvana Casaretto   | 6-1, 6-1       | Parcours |